# Devean George
Devean Jamar George (Minneapolis, Minnesota; 29 de agosto de 1977) es un exjugador de baloncesto profesional que disputó once temporadas en la NBA, logrando tres anillos con Los Angeles Lakers. Con 2,03 metros de estatura, jugaba en la posición de alero.

## Carrera

### Universidad
Asistió al instituto Benilde-St. Margaret's School en St. Louis Park, Minnesota. Durante su carrera universitaria en Augsburg, George fue nombrado MVP de la Minnesota Intercollegiate Athletic Conference durante dos años consecutivos y batió récords como sénior de anotación total (770 puntos) y de promedio (27.5). En su segundo año lideró a Augsburg a un balance de 24-4 y al torneo de División III de la NCAA.

### NBA
Fue seleccionado por Los Angeles Lakers en la vigesimotercera posición del Draft de 1999, donde saliendo desde el banquillo y gracias a su defensa fue una pieza importante en los tres campeonatos de la NBA. Los Lakers le firmaron una extensión de su contrato en 2002 y debido a su constante esfuerzo, su alta actividad defensiva y su efectividad desde la línea de tres puntos se ganó al público del equipo. 
George firmó con Dallas Mavericks como agente libre en agosto de 2006, ganándose la confianza del entrenador Avery Johnson a medida que la temporada transcurría. 
Tras tres temporadas en Dallas, el 9 de julio de 2009, fue traspasado a Toronto Raptors, formando parte de un intercambio entre cuatro equipos. A finales de ese mes, el jugador fue enviado a Golden State Warriors a cambio del italiano Marco Belinelli.

## Estadísticas
|  | Denota temporada en la que fue Campeón de la NBA |

### Temporada regular
| Año     | Equipo       | PJ  | PT  | MPP  | %TC  | %3P  | %TL  | RPP | APP | ROB | TPP | PPP |
| ------- | ------------ | --- | --- | ---- | ---- | ---- | ---- | --- | --- | --- | --- | --- |
| 1999–00 | L.A. Lakers  | 49  | 1   | 7.0  | .389 | .340 | .659 | 1.5 | .2  | .2  | .1  | 3.2 |
| 2000–01 | L.A. Lakers  | 59  | 1   | 10.1 | .309 | .221 | .709 | 1.9 | .3  | .2  | .2  | 3.1 |
| 2001–02 | L.A. Lakers  | 82  | 1   | 21.5 | .411 | .371 | .675 | 3.7 | 1.4 | .9  | .5  | 7.1 |
| 2002–03 | L.A. Lakers  | 71  | 7   | 22.7 | .390 | .371 | .790 | 4.0 | 1.3 | .8  | .5  | 6.9 |
| 2003–04 | L.A. Lakers  | 82  | 48  | 23.8 | .408 | .349 | .760 | 4.0 | 1.4 | 1.0 | .5  | 7.4 |
| 2004–05 | L.A. Lakers  | 15  | 3   | 20.4 | .356 | .362 | .750 | 3.5 | .9  | .5  | .1  | 7.3 |
| 2005–06 | L.A. Lakers  | 71  | 5   | 21.7 | .400 | .313 | .674 | 3.9 | 1.0 | .9  | .5  | 6.3 |
| 2006–07 | Dallas       | 60  | 17  | 21.4 | .395 | .353 | .750 | 3.6 | .6  | .8  | .4  | 6.4 |
| 2007–08 | Dallas       | 53  | 4   | 15.5 | .357 | .324 | .706 | 2.6 | .7  | .4  | .2  | 3.7 |
| 2008–09 | Dallas       | 43  | 17  | 16.5 | .380 | .289 | .773 | 1.8 | .3  | .5  | .3  | 3.4 |
| 2009–10 | Golden State | 45  | 4   | 16.9 | .432 | .390 | .696 | 2.5 | .7  | .9  | .2  | 5.4 |
| Total   | Total        | 630 | 108 | 18.5 | .392 | .343 | .721 | 3.1 | .9  | .7  | .4  | 5.6 |

### Playoffs
| Año   | Equipo      | PJ | PT | MPP  | %TC  | %3P  | %TL  | RPP | APP | ROB | TPP | PPP |
| ----- | ----------- | -- | -- | ---- | ---- | ---- | ---- | --- | --- | --- | --- | --- |
| 2000  | L.A. Lakers | 9  | 0  | 5.0  | .368 | .200 | .545 | 1.1 | .2  | .1  | .0  | 2.4 |
| 2001  | L.A. Lakers | 7  | 0  | 3.9  | .500 | .500 | .500 | .7  | .1  | .0  | .0  | 2.0 |
| 2002  | L.A. Lakers | 19 | 0  | 17.2 | .365 | .229 | .733 | 3.6 | .6  | .6  | .5  | 5.0 |
| 2003  | L.A. Lakers | 11 | 7  | 28.9 | .449 | .333 | .889 | 4.5 | 2.2 | 1.0 | .4  | 8.0 |
| 2004  | L.A. Lakers | 22 | 19 | 21.4 | .430 | .373 | .650 | 2.3 | .5  | .9  | .4  | 5.5 |
| 2006  | L.A. Lakers | 7  | 0  | 17.3 | .382 | .429 | .400 | 2.3 | .6  | .6  | .1  | 5.3 |
| 2007  | Dallas      | 6  | 1  | 18.2 | .200 | .250 | .800 | 3.0 | .7  | 1.0 | .3  | 3.5 |
| 2008  | Dallas      | 5  | 0  | 12.4 | .393 | .333 | .600 | 3.0 | .0  | .4  | .4  | 5.8 |
| Total | Total       | 86 | 27 | 17.2 | .395 | .326 | .675 | 2.7 | .7  | .6  | .3  | 5.0 |